# Noritoshi Hirakawa
Noritoshi Hirakawa (平川 典俊, Hirakawa Noritoshi) (né en 1960 à Fukuoka) est un artiste contemporain, réalisateur et producteur japonais. Hirakawa travaille avec divers médias dont la photographie, les performances et les installations. Il vit et travaille à présent à New York.
Les photographies de Hirakawa sont décrites comme « érotiques et intimes ». Affirmant que « la révolution sexuelle est terminée et les puritains ont gagné », le travail de Hirakawa défie les conceptions traditionnelles de la sexualité et l'hypothèse que les expressions du désir hétérosexuel mâle sont oppressives et objectivantes. Ses photographies d'architecture, comprenant de façon inhabituelle des modèles au premier plan, défient le spectateur pour qu'il s'interroge sur le sens de l'architecture sur la vie urbaine moderne. En 2005, une performance in situ intitulée In Search of a Purple Heart, utilisant des fragments d'entretiens de vétérans de la guerre du Vietnam cités par les acteurs partiellement nus, est décrite comme une « intense compilation d'atmosphères » dont l'auteur a « l'intention d'infecter les surfaces de séduction qui dominent notre culture [...] avec la pourriture de la culpabilité collective de notre culture ».
Noritoshi Hirakawa a exposé ses travaux dans différentes galeries dont le Musée d'art contemporain de Tokyo, le centre Pompidou à Paris, le MoMA PS1 à New York, de nombreuses galeries dans cette même ville, au Kunsthalle Wien de Vienne en Autriche, au Art & Public Contemporary Art Gallery de Genève, la Galerie Ferdinand van Dieten à Amsterdam, la galerie Christophe Guye à Zürich et à Cologne. Il a été invité à présenter son travail au SMAK de Gand en Belgique au cours de l'exposition de groupe « Casino 2001 » et au Museum für Moderne Kunst à Francfort, dont son Dreams of Tokyo dans sa collection permanente,,. D'autres travaux par Hirakawa dans les collections permanentes comprennent : Woman Children and Japanese à la collection d'art Sandretto Re Rebaudengo à Turin en Italie, Garden of Nirvana au MOCA Los Angeles et Reconfirmation au Hamburger Bahnhof Museum für Gegenwart de Berlin.